# کوک-آیگیر
کوک-آیگیر (به لاتین: Kok-Aygyr) یک منطقهٔ مسکونی در قرقیزستان است که در منطقه نارین واقع شده‌است. کوک-آیگیر ۳٬۵۵۱ متر بالاتر از سطح دریا واقع شده‌است.